# Avukana Boeddhabeeld

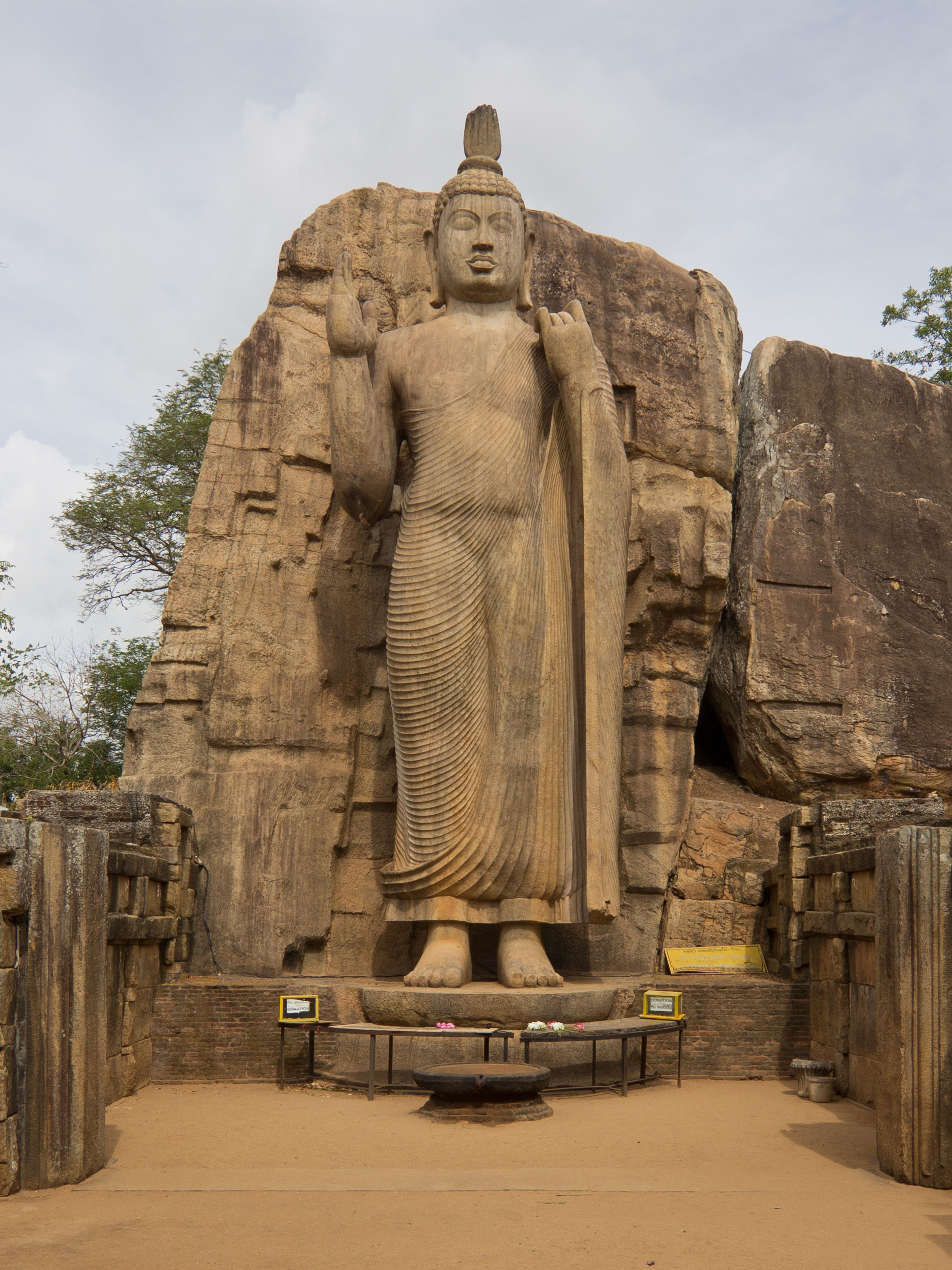
Avukana Boeddhabeeld

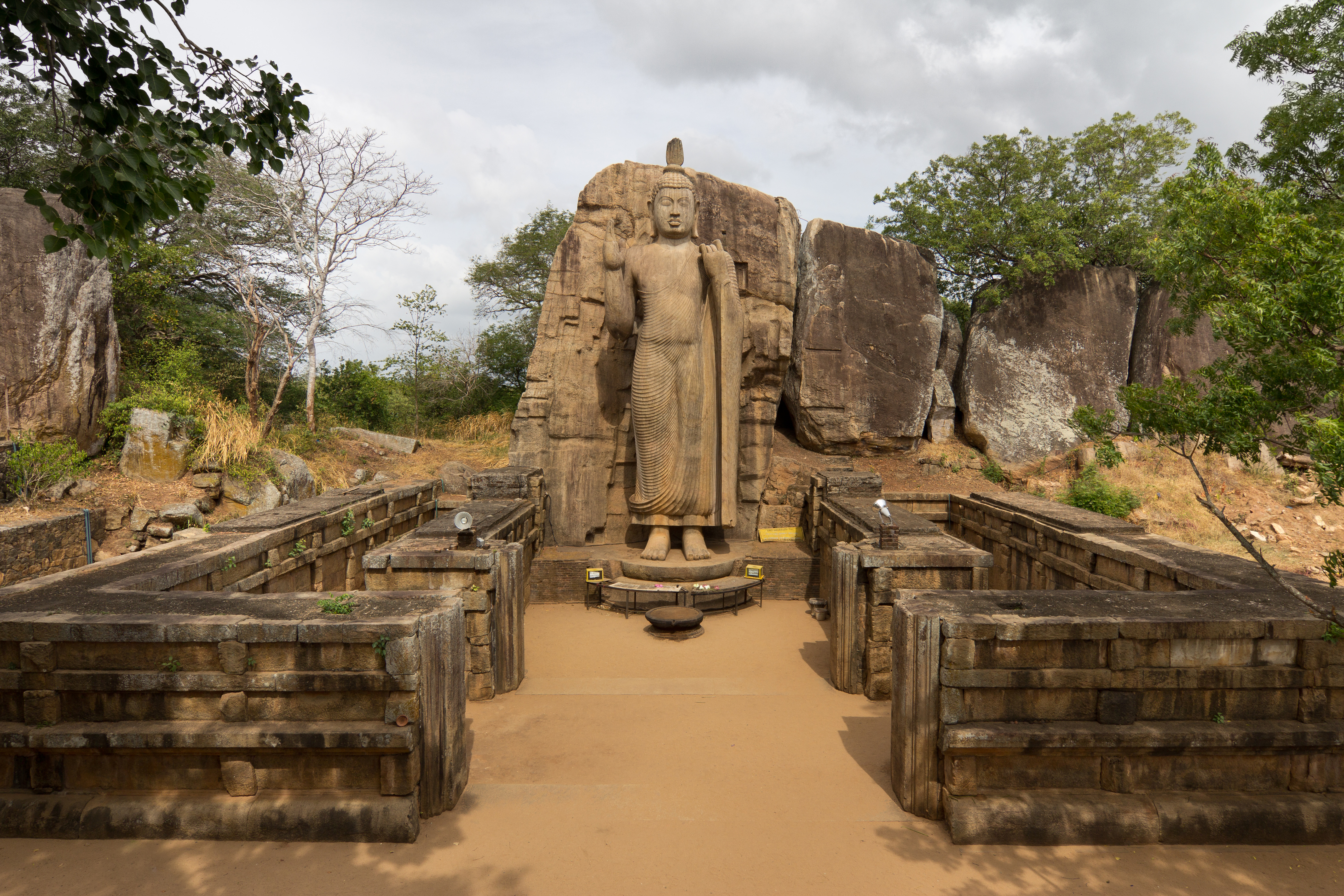
Avukana Boeddhabeeld

Het Avukana Boeddhabeeld is een kolossaal standbeeld van Boeddha nabij Kekirawa in de Noordelijke Centrale Provincie in Sri Lanka. Het standbeeld heeft een hoogte van meer dan 12 meter en werd in de 5e eeuw uit een grote granieten rotswand uitgehouwen. Het toont een variatie op de Abhaya-mudra en het nauw gedragen gewaad is gedetailleerd gesneden. Het is nu een populaire toeristische attractie.
Elders in Sri Lanka bevinden zich het Maligawila Boeddhabeeld en Buduruvagala.

## Geschiedenis
Algemeen aangenomen werd het standbeeld in de 5e eeuw gebouwd tijdens het bewind van koning Dhatusena en onder zijn bevel. Een andere theorie is echter dat het werd gebouwd door een persoon met de naam Barana. Er is een ander standbeeld in de buurt van het Boeddhabeeld in Sasseruwa dat vrij gelijkaardig is aan het Avukana Boeddhabeeld. Volgens de legende zijn de twee beelden het resultaat van een competitie tussen een steenhouwende goeroe (meester) en gola (leerling). Het verhaal gaat dat de meester het Avukana-standbeeld bouwde, terwijl de leerling het standbeeld in Sasseruwa maakte. De eerste die zijn beeld voltooide, moest de ander op de hoogte brengen door op een bel te drukken. De meester slaagde erin zijn standbeeld als eerste te voltooien en won de wedstrijd. Dit zou de reden zijn waarom het standbeeld van Sasseruwa niet af is. Het Avukana-beeld wordt beschouwd als het betere van de twee en overeenkomsten tussen de twee hebben historici ertoe gebracht te geloven dat het verhaal echt waar is. Dat is echter slechts een legende, omdat het Sasseruwa-beeld bijna vierhonderd jaar vóór het Avukana Boeddhabeeld werd gebouwd. Reswehera Rajamaha Vihara is een oude tempel die werd gebouwd door de koning Devanampiya Tissa (307-267 v.Chr.).

## Locatie en uiterlijk
Het Avukana Boeddhabeeld bevindt zich in het dorp Avukana (ook gespeld als Aukana) in de buurt van Kekirawa. Het ligt dicht bij het Kala Wewa-stuwmeer en kijkt er op uit. Het is uitgehouwen uit een grote granieten rotswand, maar is er niet volledig van gescheiden. Een smalle strook rots is aan de achterkant van het standbeeld achtergelaten, die het met de rotswand verbindt en ondersteunt. Het voetstuk waarop de Boeddha staat, die in de vorm van een lotusbloem is gesneden, werd echter apart gesneden en onder het standbeeld geplaatst. Het standbeeld alleen is 11,84 meter hoog en met het voetstuk heeft het een totale hoogte van 13 meter. Het beeld was gesitueerd in een groot beeldhuis of schrijn, waarvan delen van de muren nog resteren. Het bouwwerk was gemaakt van baksteen en steen en was 23 meter lang en 19 meter breed.

## Kenmerken
Het Avukana-beeld wordt beschouwd als een van de beste voorbeelden van een staand Boeddha-standbeeld uit het oude Sri Lanka. Het standbeeld van Avukana toont enige invloeden van de historische Gandhara-kunstacademie, evenals de Amaravati-kunstacademie van India. De mantel wordt strak gedragen, het omlijnd duidelijk de vorm van het lichaam, en de plooien zijn duidelijk en subtiel gesneden. Het wordt over de linkerschouder gedragen en de rechterschouder is bloot, net als de traditie van Boeddhabeelden in Sri Lanka. Het lichaam van de Boeddha is recht en de linkerhand grijpt het gewaad op de linkerschouder. De rechterhand wordt opgeheven tot de rechterschouder, met de palm naar links gericht. Deze positie staat bekend als de Asisa-mudra, een variatie op de Abhaya-mudra.